# Katarzyna Nesteruk
Katarzyna Nesteruk – scenograf teatralny, telewizyjny, filmowy, projektantka kostiumów.
Absolwentka wydziału Architektury Wnętrz (Katedra Scenografii) warszawskiej Akademii Sztuk Pięknych. W 2007 roku otrzymała II nagrodę Polskiego Instytutu Teatralnego za „twórcze przetworzenie rzeczywistości” w projekcie scenografii do spektaklu Chodnik 05 (premiera w 2005 roku). Scenografia do spektaklu „Chodnik 05” była również nominowana do nagrody Złota Maska w kategorii „najlepsza scenografia” W 2007 roku brała udział w Światowej Wystawy Scenografii i Architektury Teatralnej Praskie Quadriennale 2007.
Autorka scenografii i kostiumów do wielu spektakli, m.in. do musicali: 12 Ławek, Footloose – wrzuć luz, Fame – Sława, Swing! The Duke Ellington Show, Terapia Jonasza oraz zrealizowanego w ramach programu Komisji Europejskiej Kultura 2000 multimedialnego widowiska Vichry, pokazywanego w Warszawie, Pradze i Bratysławie.

## Wybrane realizacje
- 2005: 12 Ławek, Teatr Muzyczny im. Danuty Baduszkowej w Gdyni (scenografia)
- 2005: Chodnik 05, Gliwicki Teatr Muzyczny (scenografia i kostiumy[1])
- 2006: Carmen TV, Sacrum Profanum (kostiumy)
- 2006: Vichry – międzynarodowy spektakl multimedialny (scenografia i kostiumy[2])
- 2007: Footloose, Teatr Muzyczny im. Danuty Baduszkowej w Gdyni (scenografia i kostiumy)
- 2007: Fame/Sława, Teatr Muzyczny im. Danuty Baduszkowej w Gdyni (scenografia i kostiumy)
- 2008: Swing! The Duke Ellington Show, Teatr Muzyczny Capitol we Wrocławiu (scenografia i kostiumy)
- 2008: Dancing, Teatr Polonia w Warszawie (scenografia i kostiumy)
- 2009: Tristan, Teatr Wielki-Opera Narodowa w Warszawie (scenografia)[3]
- 2010: Candide, Teatr Wielki im. Stanisława Moniuszki w Poznaniu, Teatro del Giglio w Lucca, Teatro di Dante Alighieri Ravenna, Opera na Zamku w Szczecinie, Teatr Rozrywki w Chorzowie (kostiumy)
- 2013: Bohaterowie, Teatr im. Ludwika Solskiego w Krakowie (kostiumy)
- 2013: Jaś i Małgosia, Engelbert Humperdinck, Teatr Wielki im. Stanisława Moniuszki w Poznaniu (scenografia i kostiumy)
- 2014: Moralność Pani Dulskiej, Teatr im. Adama Mickiewicza w Częstochowie (kostiumy)
- 2014: Uprowadzenie z seraju, Wolfgang Amadeus Mozart, Warszawska Opera Kameralna (kostiumy)
- 2014: Czarodziejski flet, Wolfgang Amadeus Mozart, Warszawska Opera Kameralna (kostiumy)
- 2014: Przygoda, Sandor Marai, Teatr Telewizji (scenografia)
- 2015: Space Opera, Aleksander Nowak, Teatr Wielki im. Stanisława Moniuszki w Poznaniu (kostiumy[4])